# Scheßlitz
Scheßlitz este un oraș din districtul Bamberg, regiunea administrativă Franconia Superioară, landul Bavaria, Germania. 

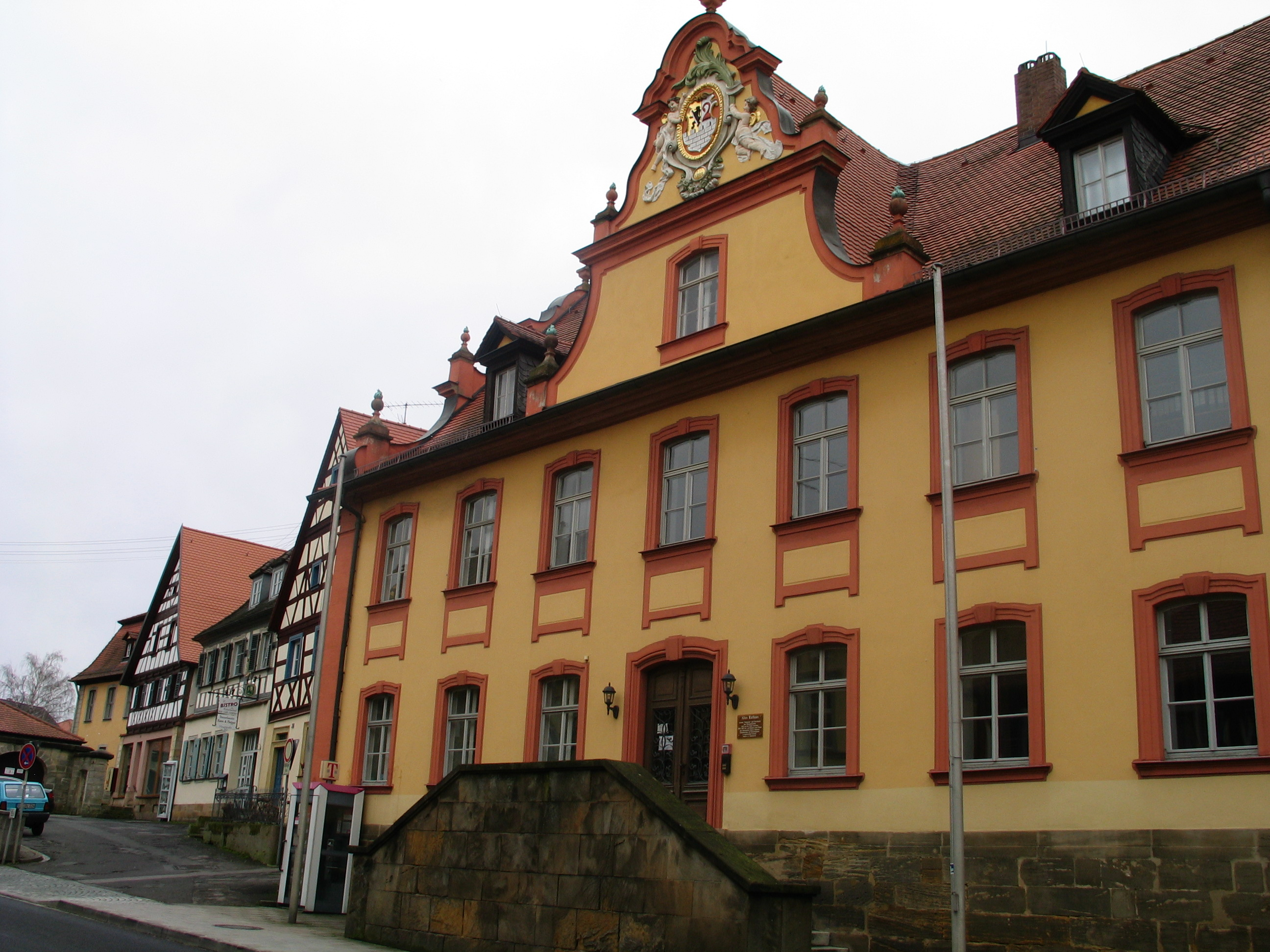
Scheßlitz
(Vechea Primărie)